# Die Bergretter/Staffel 6
Die sechste Staffel der Fernsehserie Die Bergretter des ZDF und ORF umfasst sechs 90-minütige Episoden. Die Staffelpremiere der deutsch-österreichischen Koproduktion war am Donnerstag, dem 6. November 2014 im ZDF. Das Staffelfinale wurde am 18. Dezember gesendet. In Österreich erschien die Staffel bei ORF 2. Gedreht wurden die Folgen vom 18. März bis zum 19. September 2014 in Ramsau am Dachstein, im Dachsteingebirge und Umgebung.

## Episodenliste
| Nr. (ges.) | Nr. (St.) | Erstausstrahlung   | Titel             | Regie               | Kamera                                     | Drehbuch                     | Musik                                     | Schnitt         |
| --- | --------- | ------------------ | ----------------- | ------------------- | ------------------------------------------ | ---------------------------- | ----------------------------------------- | --------------- |
| 33 | 1         | 06. November 2014  | Mit letzter Kraft | Dirk Pientka        | Andreas Tams, Alex Traumann                | Timo Berndt                  | Eike Hosenfeld, Moritz Denis, Tim Stanzel | Christian Bolik |
| Gastdarsteller: Sabrina Reiter als Sarah Lehner, Pia Soppa als Emma Lehner, Alexander Gier als Lucas Baumgartner, Julie Engelbrecht als Lisa Baumgartner, Patrick von Blume als Albert Lehner, Janina Flieger als Ulrike Lehner                                                                    |           |                    |                   |                     |                                            |                              |                                           |                 |
| 34 | 2         | 013. November 2014 | Verschollen       | Dirk Pientka        | Andreas Tams, Alex Traumann                | Jens Maria Merz              | Eike Hosenfeld, Moritz Denis, Tim Stanzel | Jörg Kroschel   |
| Gastdarsteller: Diane Willems als Marie Langhoff, Philipp Danne als Felix Mooslechner, Max Kidd als Bastl Mooslechner |           |                    |                   |                     |                                            |                              |                                           |                 |
| 35 | 3         | 020. November 2014 | Lebensmüde        | Dirk Pientka        | Andreas Tams, Alex Traumann                | Jens Maria Merz              | Eike Hosenfeld, Moritz Denis, Tim Stanzel | Jörg Kroschel   |
| Gastdarsteller: Dietrich Hollinderbäumer als Anton Bergmeier, Diana Körner als Ina Bergmeier, Christian Koerner als Markus Bergmeier, Nike Fuhrmann als Birgit Bergmeier, Joshua Krieg als Benny, Johanna Krieg als Lisa, Irina Kurbanova als Juli Arwanger, Alexander Jagsch als Karsten Arwanger |           |                    |                   |                     |                                            |                              |                                           |                 |
| 36 | 4         | 027. November 2014 | Wettersturz       | Dirk Pientka        | Andreas Tams, Alex Traumann                | Timo Berndt                  | Eike Hosenfeld, Moritz Denis, Tim Stanzel | Christian Bolik |
| Gastdarsteller: Johanna Klante als Franka Meinert, Matthias Brüggenolte als Phillip Meinert, Florian Odendahl als Ralf Trembacher, Sarah Mathilda Libbertz als Sophie Trembacher, Dunja Bernatzky als Nele                                                                                         |           |                    |                   |                     |                                            |                              |                                           |                 |
| 37 | 5         | 011. Dezember 2014 | Gefangen im Eis   | Jorgo Papavassiliou | Tobias Platow, Alex Traumann               | Timo Berndt, Jens Maria Merz | Eike Hosenfeld, Moritz Denis, Tim Stanzel | Christian Bolik |
| Gastdarsteller: Alissa Jung als Sofie Meilich, Tobias Licht als Alex Furrer, Marie Zielcke als Anna Furrer, Michael Kranz als Steffen Haflinger, Julia Mauracher als junge Hotelangestellte |           |                    |                   |                     |                                            |                              |                                           |                 |
| 38 | 6         | 018. Dezember 2014 | Abgeschnitten     | Jorgo Papavassiliou | Tobias Platow, Andreas Tams, Alex Traumann | Timo Berndt                  | Eike Hosenfeld, Moritz Denis, Tim Stanzel | Christian Bolik |
| Gastdarsteller: Astrid Posner als Sabine Bachler, Bettina Zimmermann als Julia Staack, Wolfgang Menardi als Thomas Bachler, Adele Butz als Nadja Bachler |           |                    |                   |                     |                                            |                              |                                           |                 |

## DVD-Veröffentlichung
Die zweiteilige DVD mit den sechs Episoden der fünften Staffel erschien am 27. Februar 2015 bei Universum Film und hat eine Spieldauer von 531 Minuten.